# Bandeira de Curitiba
A Bandeira de Curitiba é um dos símbolos oficiais do município, ao lado do brasão e do hino. Foi oficializada por força da lei ordinária municipal nº 2.993, de 11 de maio de 1967. É possível reproduzir a bandeira de Curitiba em bandeirolas feitas de papel em efemérides comemorativos, sempre em obediência aos seus módulos e suas cores.
É uma tricolor aleatória com verde, branco e vermelho com o brasão municipal colocado no centro do retângulo. A bandeira atual foi adotada em 1967, desde a criação da primeira bandeira municipal cinco anos antes. A atual lei dos símbolos municipais, que regulamenta o uso da bandeira municipal encontra-se em vigor desde a mesma época da adoção.

## Descrição
Seu desenho é composto de um retângulo de proporção largura-comprimento de 7:10. Ela é oitavada, em sinopla, compondo as oitavas formas geométricas dispostas em trapézio, formada por oito faixas de argento orladas de oito de goles, inclinadas duas a duas na direção horizontal, vertical em banda e em barra, que saem de um retângulo branco no centro, onde se encontra posicionado o brasão, cuja simbologia de seus elementos é descrita na Lei Municipal 2138 de 1962. O hino de Curitiba teve sua letra escrita pelo escritor e poeta campo-larguense, Ciro Silva e sua música composta pelo maestro e compositor castrense, Bento Mossurunga.
De acordo com as regras vexilológicas, a bandeira de Curitiba é reproduzida com as dimensões oficiais que adota-se para a bandeira nacional, sendo considerados sete módulos de altura por dez de comprimento.

## Simbolismo
Cada um dos elementos e cores da bandeira possui um significado próprio:
- Brasão colorido: governo municipal, composto pelos poderes executivo e legislativo, além da comarca.
- Retângulo branco: capital do Paraná e cidade-sede do município.
- Faixas colaterais e cardeais, brancas com frisos vermelhos: o poder municipal, o qual se estende por todo o território municipal.
- Oitavas verdes: propriedades rurais presentes no território municipal à época da criação da bandeira.

## História e proporções oficiais

### Histórico
Aprovada pela Lei Municipal de Curitiba 2138 de 1962, a primeira e única bandeira histórica de Curitiba é composta de um quadrilátero de sinopla, com uma esfera central de argente, dentro da qual é ressaltado o escudo ou brasão.

### Dimensões e construção
A Bandeira de Curitiba constitui-se de um retângulo verde, cujas medidas são de 20 módulos de comprimento por 14 de largura, centralizando-se em igual distância dos lados do retângulo um escudete retangular de prata (branco), de 8 módulos de comprimento por 6 de largura, com separação superior e inferior a 4 módulos de comprimento e lateral de 6 módulos. O conteúdo desse escudete é o brasão municipal nas cores oficiais e também em igual distância dos lados do escudete, com separação acima e abaixo por 0,5 módulo (meio módulo) e lateralmente por 1,5 módulo.
O retângulo da bandeira é esquartelado (uma faixa e uma pala) e franchado (uma banda e uma contrabanda) de vermelho, carregado de prata (branco), cujas medidas são de 0,5 módulo (meio módulo) de largura cada parte, no total de 1,5 módulos (um e meio).
Para entender melhor estes termos heráldicos, vexilológicos e matemáticos observe o vocabulário abaixo:
- módulo: medida arbitrária para confeccionar a bandeira;[3]
- escudete: peça no formato geométrico ocupante do coração ou do centro;
- esquartelado: partição que forma-se de ambos os traços perpendiculares aos bordos e que são cruzados no centro;
- franchado: partição que forma-se de ambos os traços diagonais que são cruzados no centro;
- faixa: peça encontrada horizontalmente no centro do campo e que firma-se nos bordos;
- banda: peça que dispõe-se diagonalmente, firmando-se no ângulo superior direito do chefe e esquerdo da ponta;
- contrabanda ou barra: peça que dispõe-se contrariamente à banda (diagonal, que firma-se no ângulo superior esquerdo do chefe e direito da ponta);
- pala: peça que dispõe-se no centro, verticalmente, em igual distância dos flancos.[3]

## Protocolo da bandeira apropriado

### Hasteamento, exibição pública e exposição interna
Deve-se hastear a Bandeira de Curitiba de sol a sol, permitindo-se que seja utilizada à noite, uma vez que seja encontrada em iluminação conveniente; normalmente será hasteada às 8 horas e arriada ás 18 horas.
Quando hasteia-se a Bandeira de Curitiba juntamente com a Bandeira do Brasil, será posicionada à esquerda desta; sendo que se for hastear a do Paraná, será posicionada a do Brasil no centro, à direita da de Curitiba à esquerda e da do Paraná à esquerda, sendo colocada a do Brasil no mastro mais alto às outras.
Quando distende-se a Bandeira de Curitiba com ausência de mastro, em logradouro público, entre edifícios ou em portas, encompridar-se-à, de maneira que o lado grande do retângulo esteja em sentido paralelo e a coroa mural do brasão, voltando-se para cima.
Quando do seu aparecimento em sala ou salão, por ocasião de reuniões, conferências ou solenidade, distender-se-á a Bandeira de Curitiba no decorrer da parede, na parte traseira da presidência, ou do local da tribuna, sempre na parte superior da cabeça do respectivo indivíduo que ocupa, sendo observado o hasteamento da bandeira, quando coloca-se o estandarte juntamente com as Bandeiras do Brasil e do Paraná.
Por obrigação, hasteia-se a Bandeira de Curitiba nas repartições e próprias do município, nas instituições educacionais do governo federal/estadual/municipal e da iniciativa privada, nas instituições privadas de assistência, letras, artes, ciências e desportos, durante nos datas festivos ou luto Municipal, Estadual ou Nacional; todos os dias em frente aos edifícios-sede dos Poderes Legislativo e Executivo do município, isolada em dias de expediente comum, e junto com as Bandeiras do Brasil e do Paraná em dias de festa.

### Meia-haste
Em funeral, para ser hasteada, levar-se-á ao tope do mastro, antes de abaixar-se à meia-haste, e será levantada de novo ao tope, antes de ser arriada, sempre que conduzir-se-á em marcha, indicar-se-á o luto por um laço de crepe preso juntamente à lança. O prefeito determinará o hasteamento da Bandeira de Curitiba em funeral, não sendo possível, talvez, ocorrer em dias feriados.
Quando coloca-se a Bandeira de Curitiba na superfície do caixão fúnebre de cidadão que tenha direito de ser homenageado, será colocada a tralha do lado da cabeça do falecido e a coroa mural do brasão à direita, devendo retirar-se a bandeira alguns segundos antes de ser sepultado o chefe morto do executivo municipal.

### Paradas, cerimônias e respeito à bandeira
Nos desfiles, a Bandeira de Curitiba estará à disposição de uma Guarda de Honra, compondo-se de seis pessoas, presidida por uma porta-bandeira, seguindo-se a testa da coluna quando em isolamento, ou depois das Bandeiras do Brasil e do Paraná quando estas também durante a concorrência ao desfile. Nas instituições educacionais do município, deverá ser mantida a Bandeira de Curitiba em lugar de honra, quando não hasteia-se, do mesmo modo em procedência com a Bandeira do Brasil ou do Paraná.
Proíbe-se explicitamente que a Bandeira de Curitiba seja usada para servir como pano de mesa em solenidades, devendo ser obedecida a exposição da bandeira em ambientes fechados. Proíbe-se que seja hasteada a Bandeira de Curitiba, em locais que os poderes competentes consideram inconvenientes.

### Eliminação
Quando a Bandeira de Curitiba está em um estado danificado ou sujo, incinerar-se-á de acordo com o que dispõe o Artigo 32, da Lei Federal do Brasil 5700 de 1971, sendo o fato registrado no livro de competência.
Não incinerar-se-á, mas recolher-se-á ao Museu Histórico Municipal, o exemplar da Bandeira, ao qual esteja ligado fato de relevante significação histórica do Município, como no caso da inauguração da primeira Bandeira de Curitiba depois de ser instituída.